# Riina Valgmaa
Riina Valgmaa (* 30. März 1952 in Tartu, verheiratete Kaarli (1971–1979), Arulaane (1979–1994) und seit 1994 Jõesaar) ist eine estnische Badmintonspielerin. 

## Leben und Karriere
Riina Valgmaa siegte 1967 erstmals bei den nationalen Titelkämpfen in der Estnischen SSR. Bis 1978 gewann sie insgesamt zehn Titel in ihrer Heimat, davon sechs im Doppel und je zwei im Mixed und im Einzel.
Die noch erfolgreichere Reet Valgmaa ist ihre Zwillingsschwester. Beider Vater Helmut war Sportler und Sportpädagoge. Die Schwestern spielten zunächst Basketball, bevor sie im Alter von vierzehn unter Anleitung ihres Vaters mit Badminton begannen. 

## Sportliche Erfolge
| Saison | Veranstaltung                  | Disziplin   | Platz | Name                            |
| ------ | ------------------------------ | ----------- | ----- | ------------------------------- |
| 1967   | Estland: Einzelmeisterschaften | Damendoppel | 1     | Reet Valgmaa / Riina Valgmaa    |
| 1968   | Estland: Einzelmeisterschaften | Damendoppel | 1     | Reet Valgmaa / Riina Valgmaa    |
| 1969   | Estland: Einzelmeisterschaften | Damendoppel | 1     | Reet Valgmaa / Riina Valgmaa    |
| 1971   | Estland: Einzelmeisterschaften | Dameneinzel | 1     | Riina Valgmaa                   |
| 1972   | Estland: Einzelmeisterschaften | Dameneinzel | 1     | Riina Valgmaa                   |
| 1973   | Estland: Einzelmeisterschaften | Mixed       | 1     | Alfred Kivisaar / Riina Valgmaa |
| 1975   | Estland: Einzelmeisterschaften | Mixed       | 1     | Alfred Kivisaar / Riina Valgmaa |
| 1976   | Estland: Einzelmeisterschaften | Damendoppel | 1     | Reet Valgmaa / Riina Valgmaa    |
| 1977   | Estland: Einzelmeisterschaften | Damendoppel | 1     | Reet Valgmaa / Riina Valgmaa    |
| 1978   | Estland: Einzelmeisterschaften | Damendoppel | 1     | Reet Valgmaa / Riina Valgmaa    |